# Celama chlamydulalis
Celama chlamydulalis är en fjärilsart som beskrevs av Tr. 1835. Celama chlamydulalis ingår i släktet Celama och familjen trågspinnare. Inga underarter finns listade i Catalogue of Life.